# Lucien Streel
Lucien Alphonse Joseph Streel, znany też jako José Streel (ur. 14 grudnia 1911 w Jemeppe-sur-Meuse, zm. 21 lutego 1946 w Saint-Gilles) – belgijski katolicki dziennikarz i publicysta, sympatyk i ideolog ruchu rexistowskiego.

## Życiorys
W młodości Lucien Streel znajdował się pod wpływem haseł głoszonych przez Charles’a Maurras’a, przywódcy Action Française. Debiutował w katolickim piśmie "La Gazette de Seraing". W 1930 r. spotkał Léona Degrelle’a, stojącego na czele ruchu rexistów i od tej pory związał się z nim. W 1932 r. opublikował pracę pt. "Les Jeunes Gens et la Politique", w której silnie podkreślał swoją niechęć do współczesnego, nowoczesnego świata. Wkrótce L. Streel stał się redaktorem naczelnym wszystkich pism wydawanych przez rexistów.
Po zajęciu Belgii przez Niemcy w maju 1940 r., zachowywał dużą rezerwę w stosunku do nazizmu, co było spowodowane jego katolickimi poglądami, z drugiej jednak strony podjął kolaborację z okupantami. Opowiadał się, podobnie jak L. Degrelle, za niepodległością Belgii w nowej konstrukcji Europy. Dążył do współpracy rexistów z Flamandzkim Związkiem Narodowym. Po zmianie dotychczasowej polityki przez L. Degrelle’a, który ostatecznie zaangażował się po stronie Niemców, zerwał w 1943 r. z ruchem rexistowskim. W 1944 r. wyjechał do Rzeszy, gdzie pracował jako robotnik w fabryce. Po zakończeniu wojny powrócił do Belgii i oddał się w ręce władz. Został aresztowany i rozstrzelany 21 lutego 1946 r.